# Ixora peruviana
Ixora peruviana är en måreväxtart som först beskrevs av Richard Spruce och Karl Moritz Schumann, och fick sitt nu gällande namn av Paul Carpenter Standley. Ixora peruviana ingår i släktet Ixora och familjen måreväxter. Inga underarter finns listade i Catalogue of Life.